# Großenengliser Platte

Naturräume innerhalb der Westhessischen Senke; die Großenengliser Platte liegt nordwestlich von Homberg, zwischen Schwalm und Eder

Die Großenengliser Platte ist ein Naturraum (Nummer 343.22) zwischen den Flüssen Eder und Schwalm in Nordhessen. Sie ist Teil des Hessengaus innerhalb der Westhessischen Senke. Sie liegt südlich der Stadt Fritzlar zwischen der „Fritzlarer Ederflur“ (Nr. 343.211) im Norden und der „Schwalmaue“ (Nr. 343.210) im Osten und Süden. Im Westen wird sie von den östlichen Ausläufern des Kellerwalds begrenzt.
Die Platte hat eine Größe von 18,38 km² und erstreckt sich vom Waberner Ortsteil Uttershausen im Osten bis nach Kleinenglis im Südwesten und an den Fuß des Bürabergs bei Fritzlar im Nordwesten. Sie umfasst das Gebiet um die Dörfer Uttershausen, Udenborn, Großenenglis und Kleinenglis sowie um die Kalbsburg und die Wüstung Holzheim unterhalb des Bürabergs. Sie findet sich auf der Topografischen Karte (Messtischblatt) TK25 Nr. 4921 und wird von der Bundesautobahn 49 durchquert.

## Geologie
Die Großenengliser Platte ist die südliche von zwei tertiären (pliozänen) bis quartären (altpleistozänen) Terrassen beiderseits der Eder; ihr Gegenstück auf der Nordseite des Flusses ist das Gudensberger Hügelland. Sie ist eine der bedeutendsten Lagerstätten von quartär- bis tertiärzeitlichem Kiessand in Nordhessen, mit Kiessand-Mächtigkeiten von über 20 m bis zu 60 m. Die Kiessande besitzen einen hohen Kiesanteil von 50 bis 60 % und werden von 3 bis 10 m dicken sandigen Lössen und Lösslehmen bedeckt, die z. T. grobkeramische Eigenschaften für die Ziegelindustrie aufweisen und bis in die 1960er Jahre in örtlichen Ziegeleien verarbeitet wurden.
Sowohl die Großenengliser Platte als auch das Gudensberger Hügelland sind Teile der sog. Zennerner Senke, die sich im Pliozän vor ca. 2 Millionen Jahren durch allmähliches Absinken der Erdoberfläche bildete und von den Vorläufern der Schwalm und der Eder mit Sedimenten gefüllt wurde. Die Kiese in den bis zu 60 m dicken Sand- und Kieslagern bestehen aus Sandsteinen des Buntsandsteins, Gangquarz, Quarzit und Kieselschiefer. Dies deutet darauf hin, dass sie überwiegend von dem Vorläufer der heutigen Schwalm aus südwestlicher Richtung aus dem Gebiet des Kellerwalds herangeschwemmt wurden. In den Bereichen mit Mächtigkeiten von bis zu etwa 35 m sind zwei Grobschüttungseinheiten feststellbar, in den über 35 m mächtigen häufig drei Einheiten; diese sind durch 2–8 m starke Ton-, Schluff- und Feinsandlagen getrennt.
Aufgrund des weiten Korngrößenspektrums und des hohen Kieskörnungsanteils können aus dem Sand/Kiesgemisch alle marktgängigen Körnungen durch Siebung erzeugt werden. Der überwiegend aus Kieselschiefer und Quarzit zusammengesetzte Kiesanteil gilt zudem als Betonzuschlag erster Wahl. Der Abbau wird dadurch erleichtert, dass kaum Konflikte mit der Wasserwirtschaft auftreten, da die Lagerstätten überwiegend oberhalb der Grundwasserleiter liegen. Die Mächtigkeit und Qualität des Abraums aus Lösslehmen und Löss ermöglicht eine spätere Rekultivierung als ertragsstarke land- und forstwirtschaftliche Standorte.

## Wirtschaft
Die ertragreichen Böden sind Grundlage einer intensiven landwirtschaftlichen Nutzung des Gebiets. Die Kieslager selbst werden seit den 1950er Jahren an mehreren Stellen massiv ausgebeutet, so insbesondere im Raum Uttershausen und nordwestlich der Kalbsburg. Eine weitgehend ausgebaute Kieslagerstätte bei Uttershausen ist seit Mitte der 1970er Jahre Großdeponie für Müll. In der Gemarkung Großenenglis wurden bis in die 1980er Jahre Braunkohlevorkommen tief unter der Großenengliser Platte unterirdisch abgebaut.

## Geschichtliches
Die Großenengliser Platte war mindestens zweimal Ort geschichtlich bedeutsamer Ereignisse.

### Schlacht bei Fritzlar 1427
Im Mainzisch-Hessischen Krieg von 1427 fügte ein von Landgraf Ludwig I. von Hessen geführtes Heer am 23. Juli 1427 einem Heer erzbischöflich-mainzischer Ritter unter Graf Gottfried von Leiningen auf der Großenengliser Platte eine schwere Niederlage zu. Nach einer weiteren deutlichen Niederlage am 10. August 1427 bei Fulda war Erzbischof Konrad schließlich gezwungen, am 8. Dezember 1427 im Frieden von Frankfurt die landgräfliche Vorherrschaft in Nieder- und Oberhessen anzuerkennen und nahezu alle seine Besitzungen in Nieder- und Mittelhessen vom Landgrafen zu Lehen nehmen; ausgenommen blieben nur Fritzlar, Naumburg (Hessen), Amöneburg und Neustadt (Hessen).

### Militärparade 1936
Am 18. September 1936 veranstaltete das NS-Regime, im Beisein von Adolf Hitler und über 50.000 Zuschauern, die Militärparade auf der Großenengliser Platte, die größte deutsche Militärparade seit dem Ersten Weltkrieg, als Abschluss einer umfangreichen zweitägigen Gefechtsübung der Wehrmacht.
Koordinaten: 51° 5′ 16,8″ N, 9° 17′ 6″ O